# Comuna de Karlino
Karlino (polaco: Gmina Karlino) é uma gminy (comuna) na Polónia, na voivodia de Pomerânia Ocidental e no condado de Białogardzki.
De acordo com os censos de 2005, a comuna tem 9.082 habitantes, com uma densidade 64,4 hab/km².

## Área
Estende-se por uma área de 141,02 km².